# Kfar Maimon
Pour les articles homonymes, voir Maimon.
Kfar Maimon (hébreu: כְּפַר מַיְמוֹן) est un moshav israélien situé dans le sud d'Israël.

## Géographie
Il est situé proche de Netivot.

## Histoire
Le village est construit en 1959 par des membres du mouvement Bnei Akiva.
Le lycée français Lycée Thorani est implanté dans la commune.

## Personnes
- Yitzhak Levy, homme politique

## Galerie

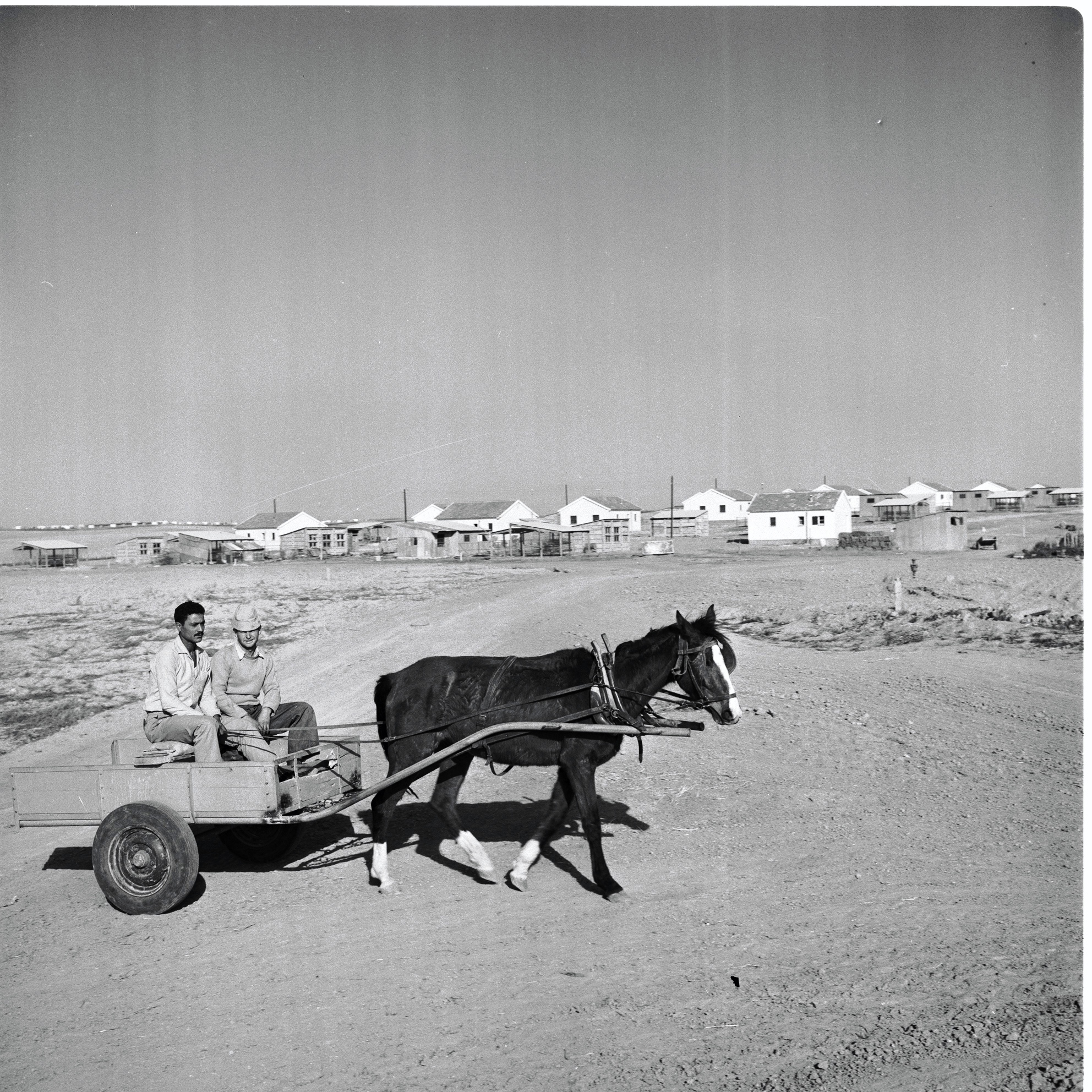
Matériel de transport et de travail agricole aux temps de l'implantation du Kfar, v. 1960
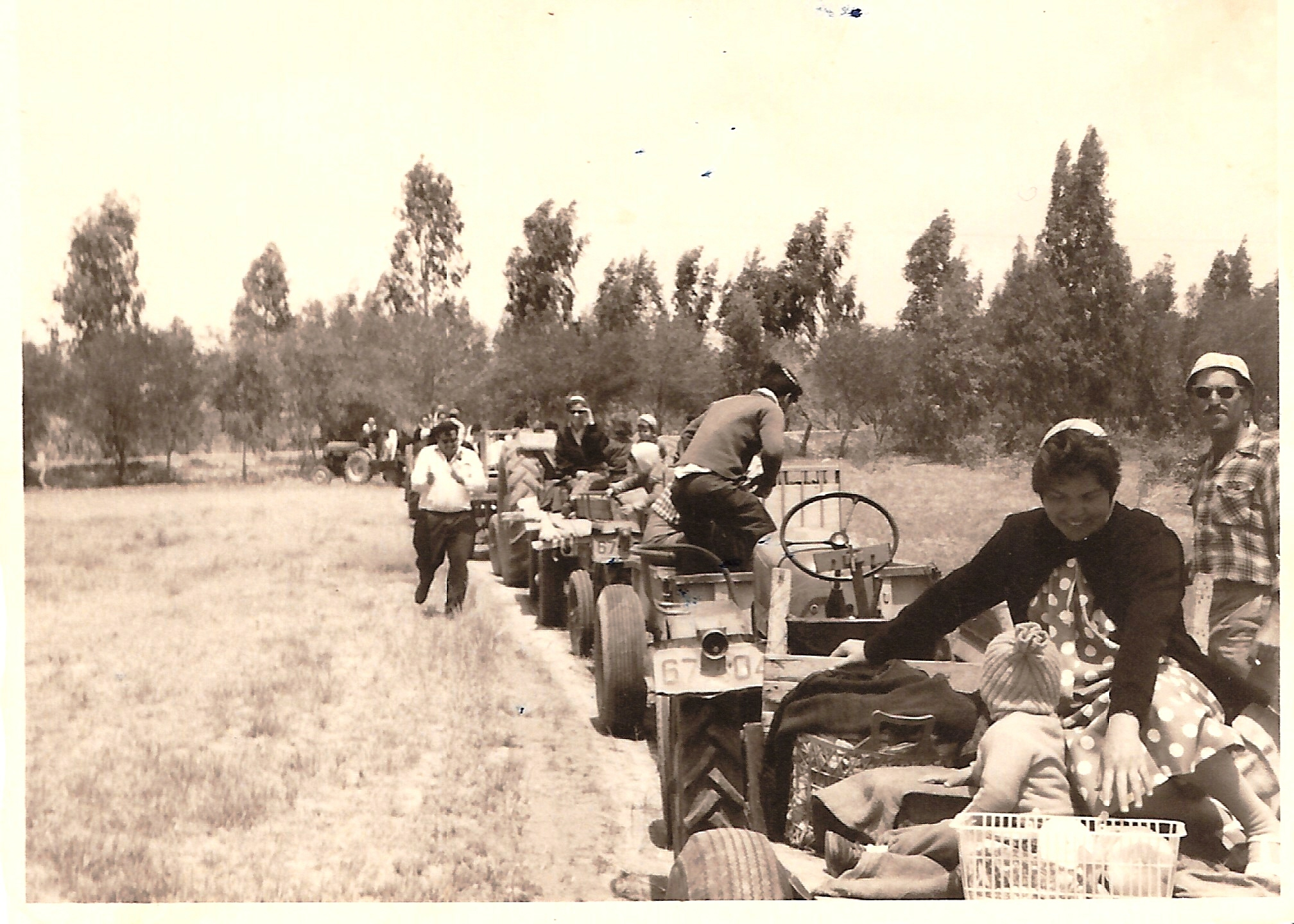
Convoi de tracteurs à partir de Kfar Maimon pour un pique-nique commun fêtant chaque année le jour de l'indépendance, 1962
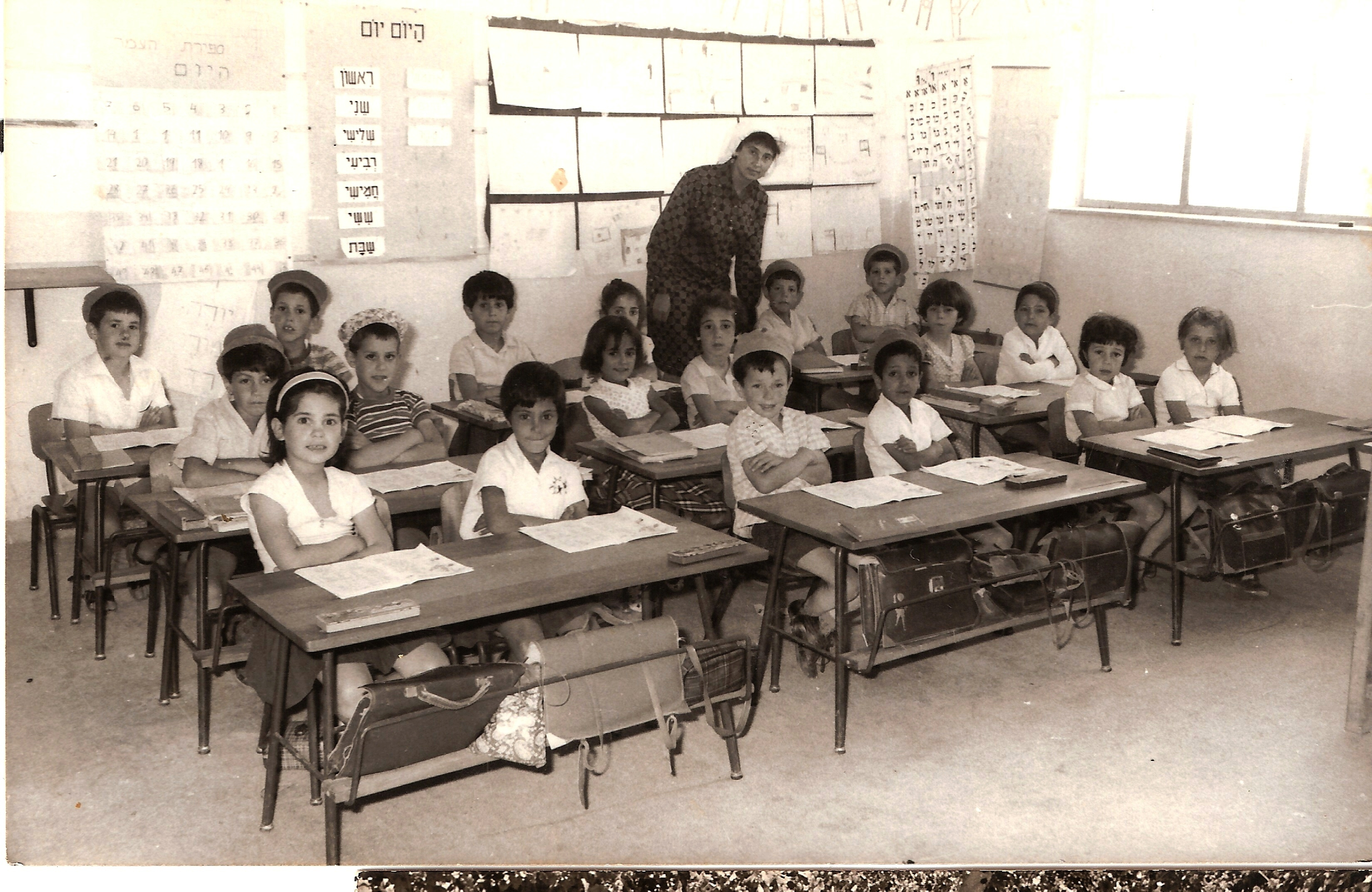
Classe de l'école primaire, 10 juin 1966
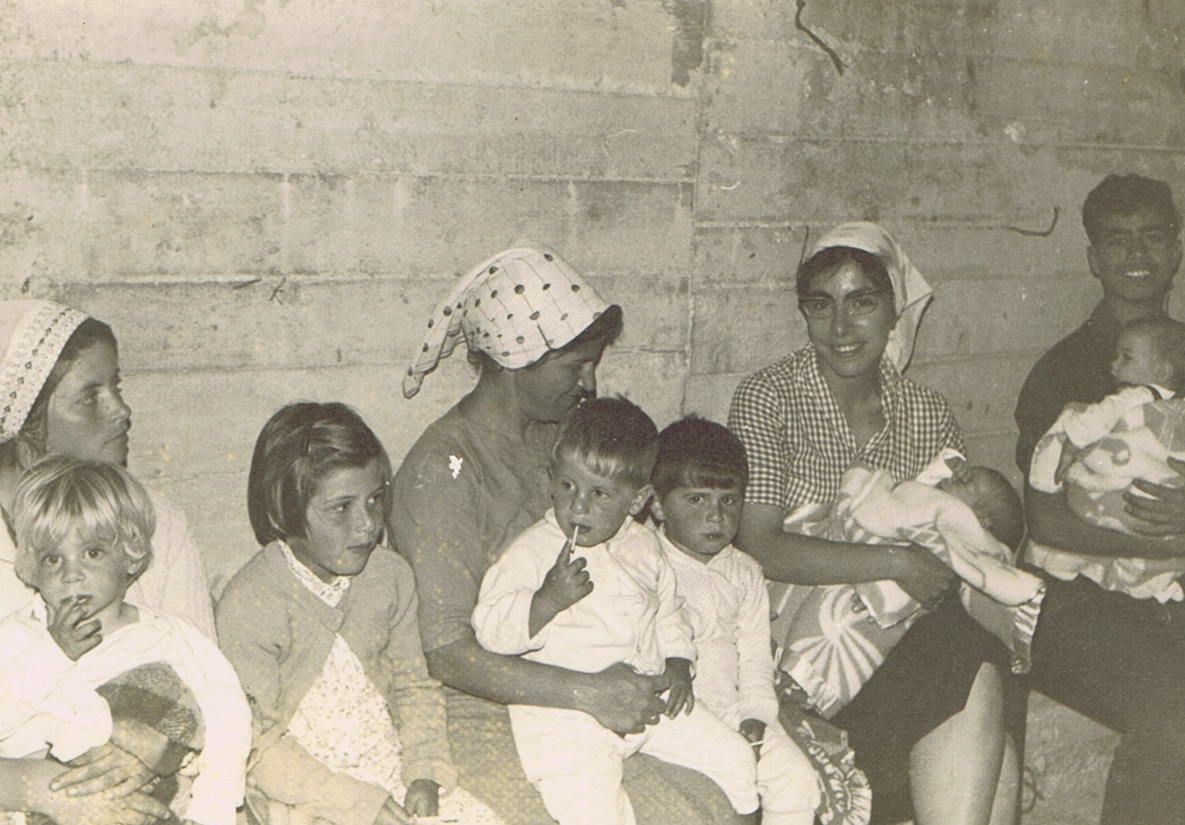
Colons s'abritant durant la Guerre des Six jours, 1967
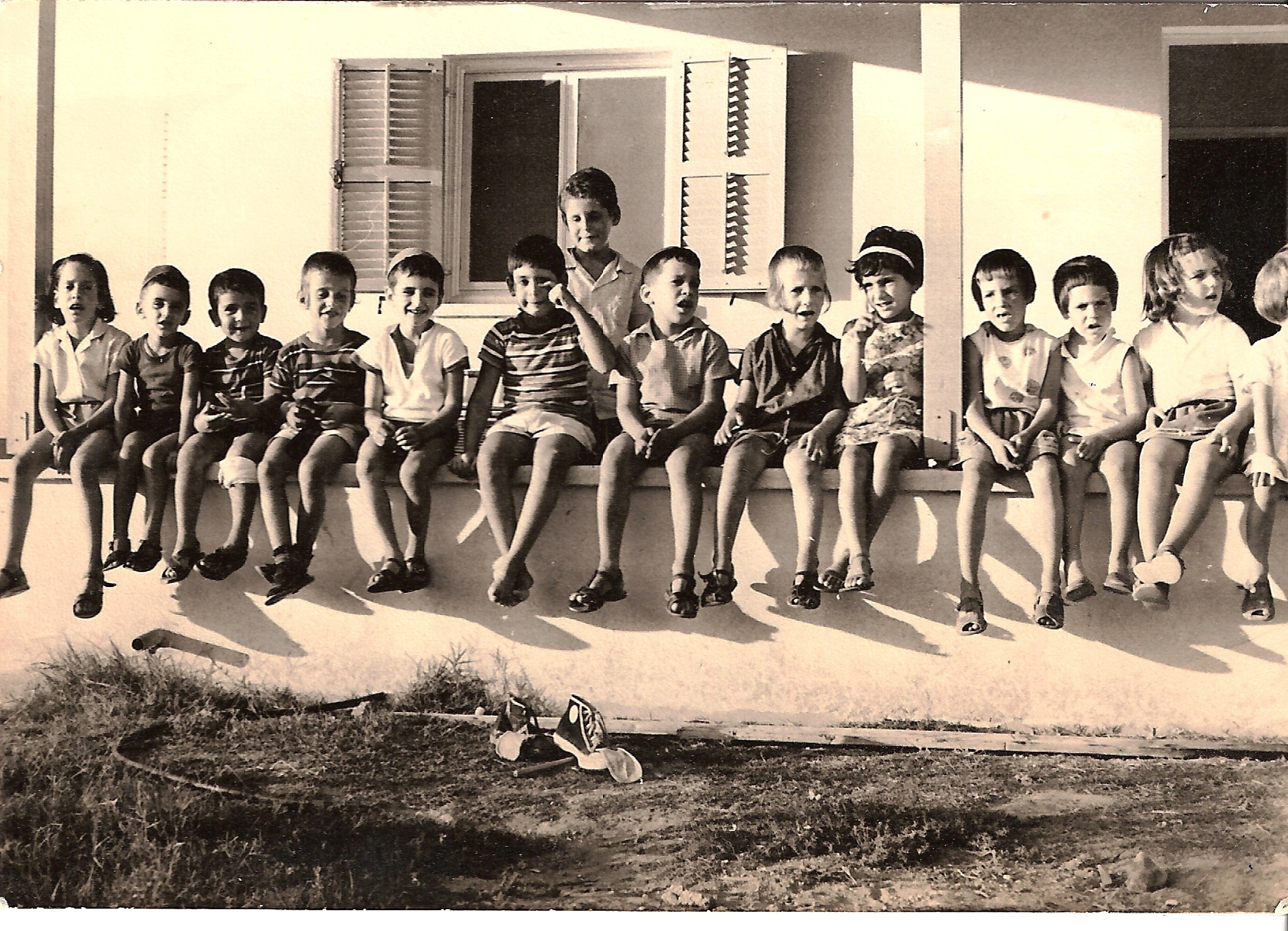
Enfants de Kfar Maïmon attendant le programme de télévision pour enfants, diffusé deux fois par semaine, 1968
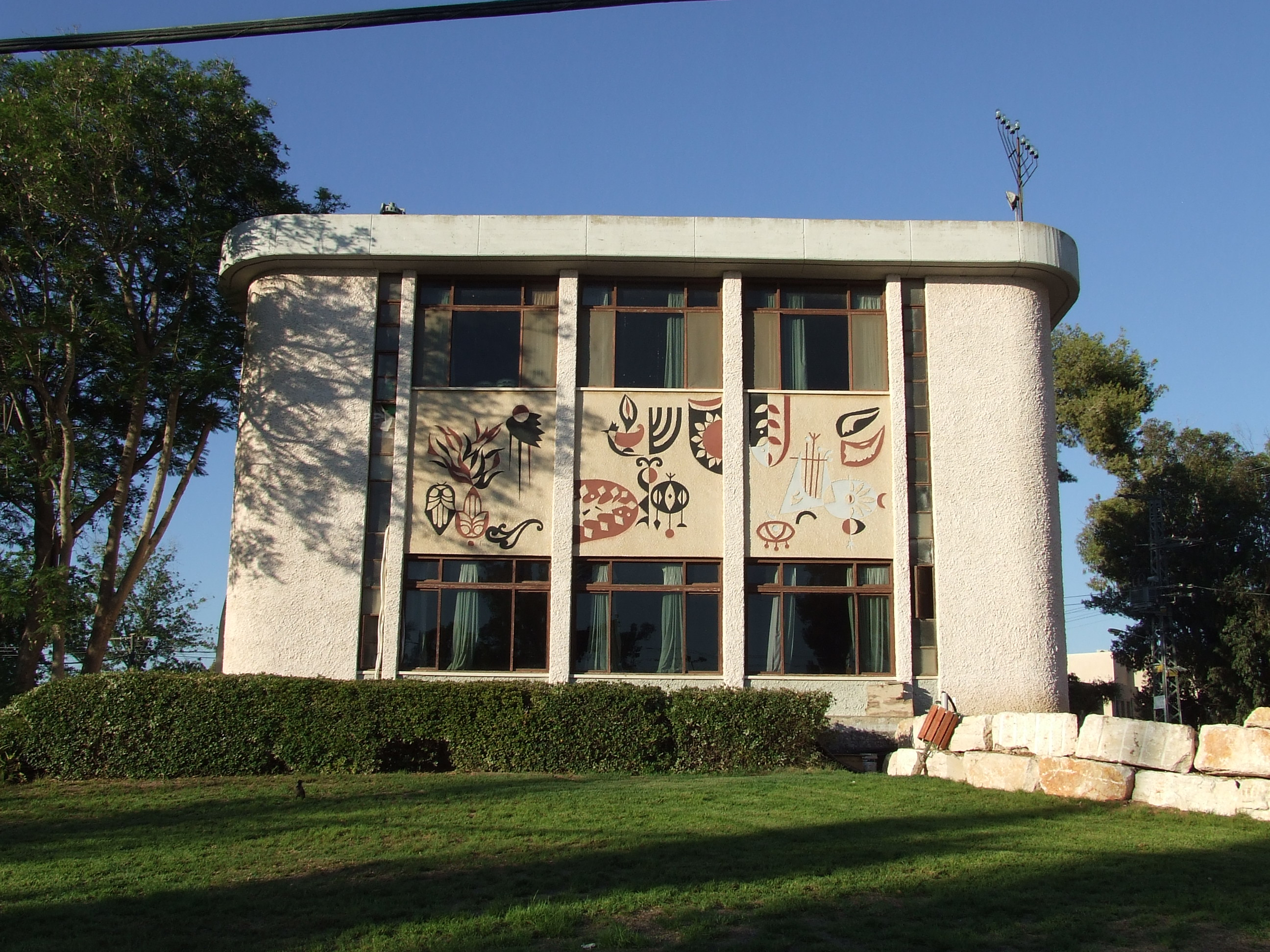
Synagogue centrale de Kfar Maimon, construite en 1971 pour remplacer l'ancienne
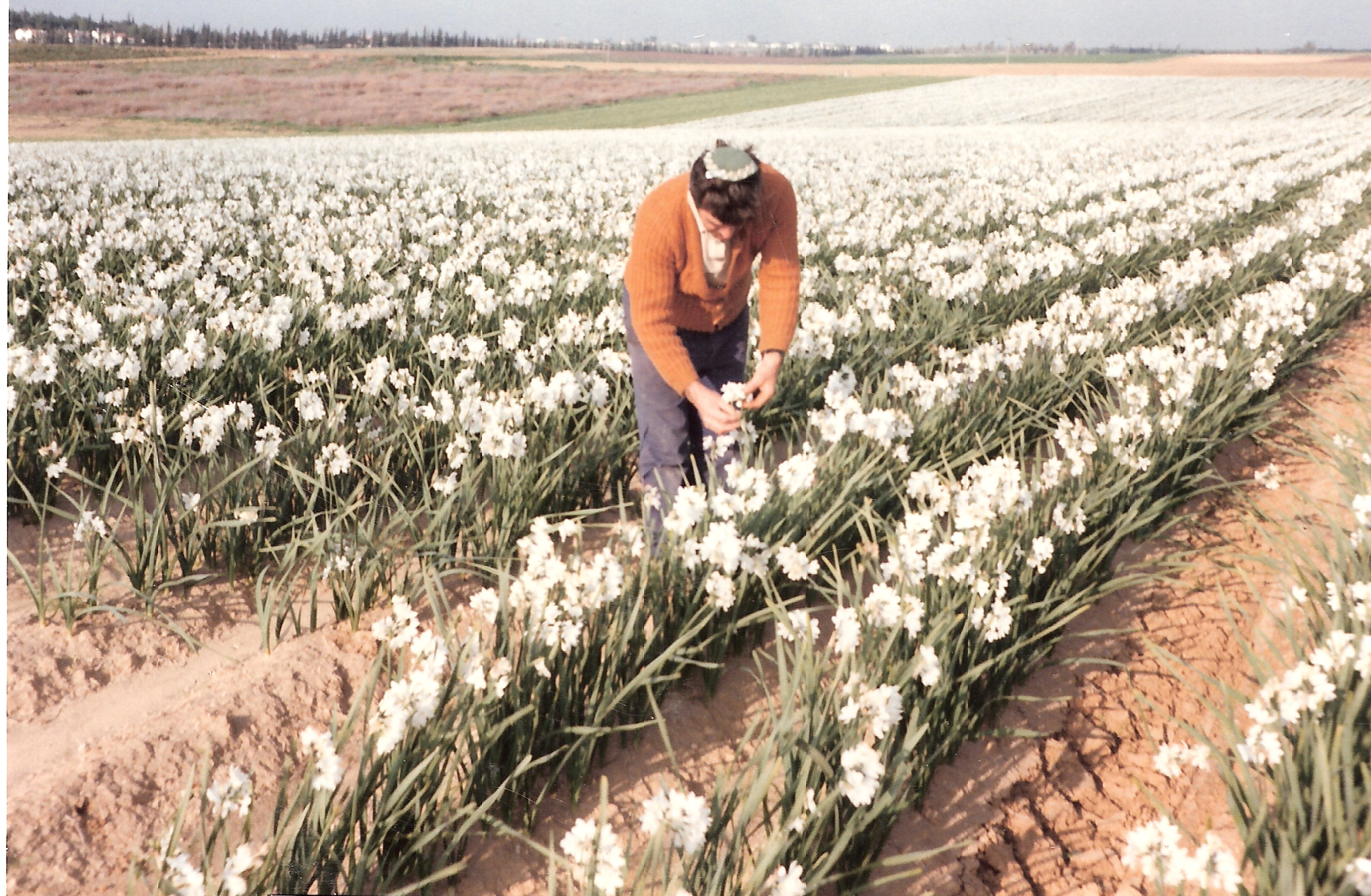
Culture de jonquilles dans les champs de Kfar Maimon, v. 1987
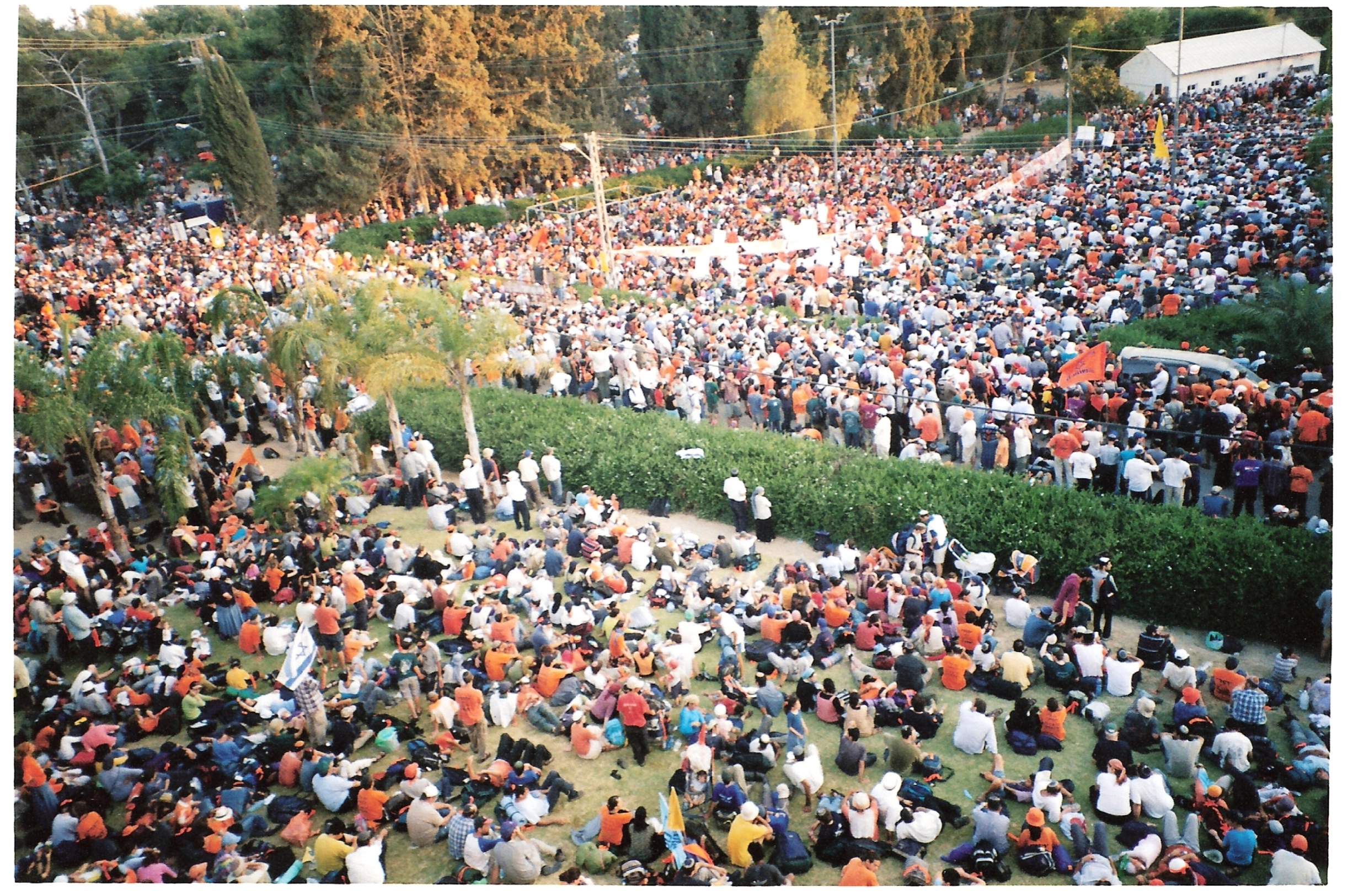
Manifestation à Kfar Maison contre l'expulsion du Goush Katif, 19 juillet 2005
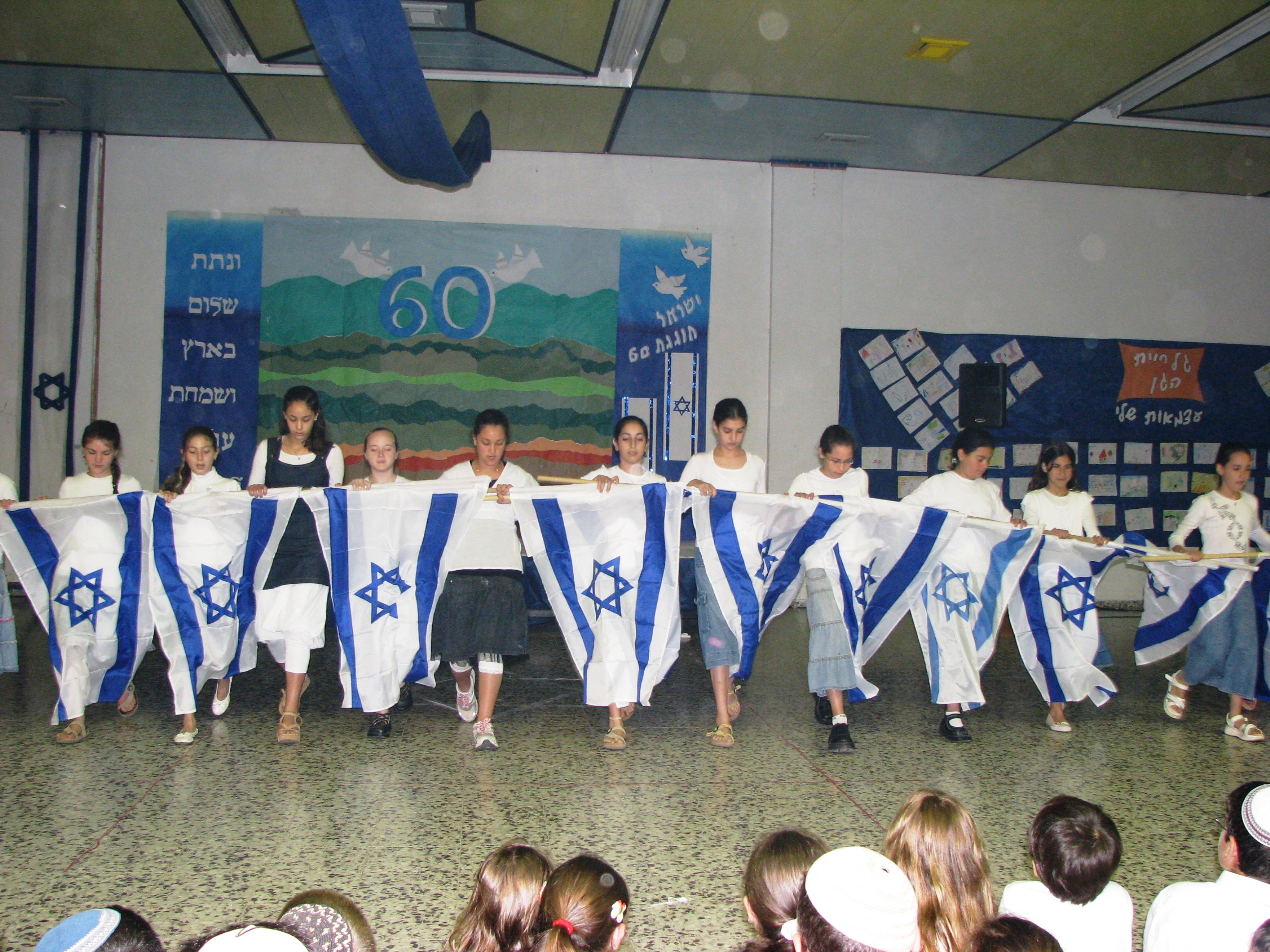
Fête pour les 60 ans de l'indépendance d'Israël, 2008
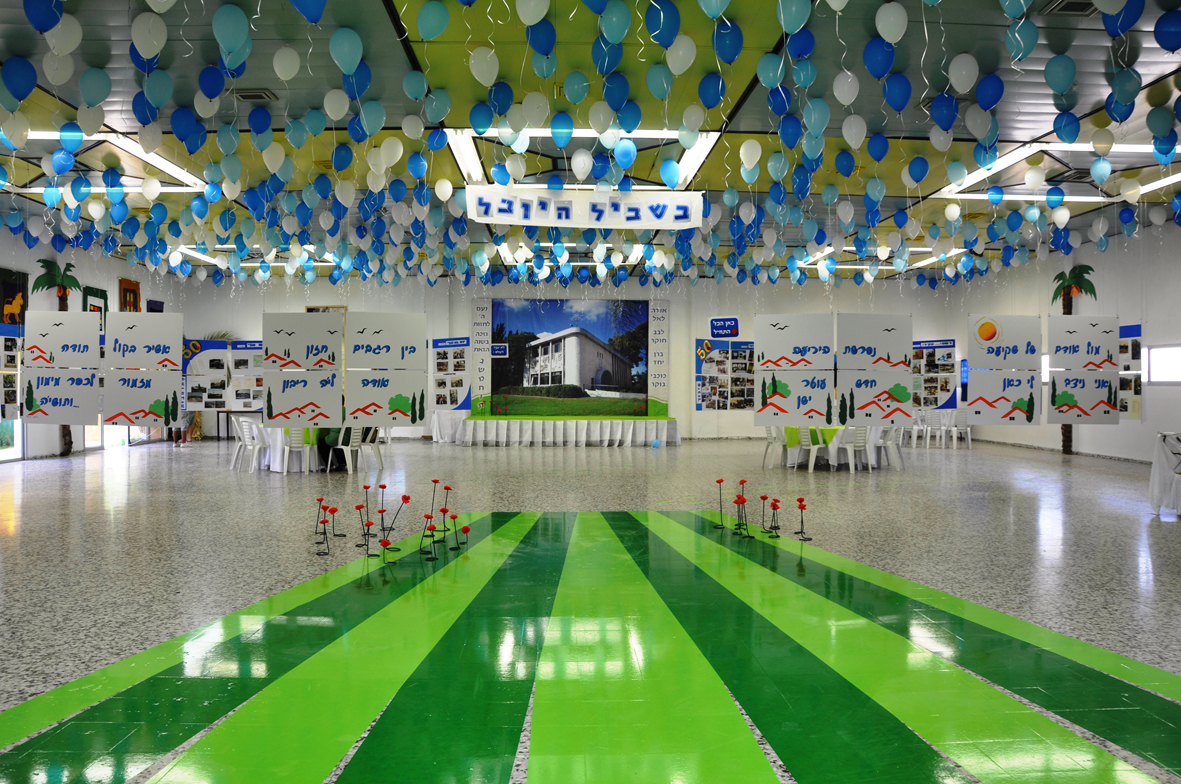
Exposition du jubilé Kfar Maimon, 2 août 2009